# Gran Premio motociclistico di Francia 1970
Il Gran Premio motociclistico di Francia fu il secondo appuntamento del motomondiale 1970.
Si svolse il 17 maggio 1970 presso il Circuito Bugatti di Le Mans. Corsero tutte le categorie, meno la 350, sebbene essa fosse stata inizialmente prevista dalla FIM.
In 500 Giacomo Agostini ottenne la sua consueta vittoria, lasciando il secondo, il neozelandese Ginger Molloy, a quasi un minuto.
In 250 Rodney Gould approfittò del ritiro di Kel Carruthers (autore anche del giro più veloce) per vincere il suo primo GP.
In 125 seconda vittoria in carriera per Dieter Braun dopo quella di Abbazia l'anno precedente; il favorito Ángel Nieto, infatti, fu costretto al ritiro. Lo spagnolo si rifece nella gara della 50.
Nei sidecar, vittoria per Klaus Enders, davanti al vincitore del precedente GP Georg Auerbacher.

## Classe 500

### Arrivati al traguardo
| Pos. | Pilota              | Moto      | Tempo        | Punti |
| ---- | ------------------- | --------- | ------------ | ----- |
| 1    | Giacomo Agostini    | MV Agusta | 1h 09' 11" 3 | 15    |
| 2    | Ginger Molloy       | Kawasaki  | +48" 3       | 12    |
| 3    | Alberto Pagani      | LinTo     | +1' 00" 5    | 10    |
| 4    | Angelo Bergamonti   | Aermacchi | +1' 13" 8    | 8     |
| 5    | Brian Steenson      | Seeley    | +1' 37" 2    | 6     |
| 6    | Gyula Marsovszky    | Kawasaki  | +1 giro      | 5     |
| 7    | Alan Barnett        | Seeley    | +1 giro      | 4     |
| 8    | Christian Ravel     | Kawasaki  | +1 giro      | 3     |
| 9    | Eric Offenstadt     | Kawasaki  | +1 giro      | 2     |
| 10   | André-Luc Appietto  | Paton     | +1 giro      | 1     |
| 11   | Tommy Robb          | Seeley    | +1 giro      |       |
| 12   | Dave Simmonds       | Kawasaki  | +2 giri      |       |
| 13   | Pierre-Louis Tebec  | Kawasaki  | +2 giri      |       |
| 14   | Werner Bergold      | LinTo     | +2 giri      |       |
| 15   | Hervé Lansac        | Kawasaki  | +2 giri      |       |
| 16   | Karl Hoppe          | Münch-URS | +3 giri      |       |
| 17   | Jean-Claude Costeux | Aermacchi | +4 giri      |       |

### Ritirati
| Pilota             | Moto           | Motivo ritiro |
| ------------------ | -------------- | ------------- |
| Theo Louwes        | Kawasaki       |               |
| René Guili         | Matchless      |               |
| Bosse Granath      | Husqvarna      |               |
| Jack Findlay       | Seeley         |               |
| Terry Dennehy      | Drixton-Honda  |               |
| Jacques Roca       | Metisse-Suzuki |               |
| Roberto Gallina    | Paton          |               |
| Billie Nelson      | Paton          |               |
| Theo Louwes        | Kawasaki       |               |
| Karl Auer          | Matchless      |               |
| Didier Dumesnil    | LinTo          |               |
| Godfrey Nash       | Tickle Norton  |               |
| John Blanchard     | Seeley         |               |
| Lewis Young        | Drixton-Honda  |               |
| Marty Lunde        | Crescent       |               |
| John Burgess       | Norton         |               |
| Keith Turner       | LinTo          |               |
| Walter Rungg       | Aermacchi      |               |
| Jean-Pierre Naudon | Matchless      |               |
| Thierry Tchernine  | Velocette      |               |
| Ali Moulay         | Paton          |               |
| Steve Ellis        | LinTo          |               |

## Classe 250

### Arrivati al traguardo
| Pos | Pilota              | Moto      | Tempo      | Punti |
| --- | ------------------- | --------- | ---------- | ----- |
| 1   | Rodney Gould        | Yamaha    | 1h 00" 11" | 15    |
| 2   | Santiago Herrero    | OSSA      | +1' 00"    | 12    |
| 3   | László Szabó        | MZ        | +1' 00" 9  | 10    |
| 4   | Jarno Saarinen      | Yamaha    | +1' 18" 3  | 8     |
| 5   | Angelo Bergamonti   | Aermacchi | +1' 30" 8  | 6     |
| 6   | Bosse Granath       | Yamaha    | +1' 53" 2  | 5     |
| 7   | Gyula Marsovszky    | Yamaha    | +1 giro    | 4     |
| 8   | Cees van Dongen     | MZ        | +1 giro    | 3     |
| 9   | Seppo Kangasniemi   | Yamaha    | +1 giro    | 2     |
| 10  | Christian Bourgeois | Yamaha    | +1 giro    | 1     |
| 11  | Ingemar Larsson     | Yamaha    | +2 giri    |       |
| 12  | Teuvo Länsivuori    | Yamaha    | +2 giri    |       |
| 13  | Jean-Claude Costeux | Aermacchi | +2 giri    |       |
| 14  | Larbi Habbiche      | Yamaha    | +3 giri    |       |
| 15  | Gérard Rolland      | OSSA      | +3 giri    |       |
| 16  | Christian Ravel     | Kawasaki  | +5 giri    |       |
| 17  | Jean Auréal         | Yamaha    | +7 giri    |       |

### Ritirati
| Pilota              | Moto      | Motivo ritiro |
| ------------------- | --------- | ------------- |
| Kel Carruthers      | Yamaha    | caduta        |
| Kent Andersson      | Yamaha    |               |
| Börje Jansson       | Yamaha    |               |
| Dieter Braun        | MZ        |               |
| Matti Salonen       | Yamaha    |               |
| Ginger Molloy       | Bultaco   |               |
| Günter Bartusch     | MZ        |               |
| Tommy Robb          | Shepherd  |               |
| Eric Offenstadt     | Kawasaki  |               |
| José Medrano        | Bultaco   |               |
| Klaus Huber         | Yamaha    |               |
| Walter Villa        | Villa     |               |
| Brian Steenson      | Aermacchi |               |
| Theo Louwes         | Aermacchi |               |
| Heinz Kriwanek      | Honda     |               |
| Jean-Louis Pasquier | Yamaha    |               |
| Michel Rougerie     | Honda     |               |
| Heinrich Rosenbusch | Yamaha    |               |
| René Hordelalay     | Yamaha    |               |
| Marty Lunde         | Yamaha    |               |
| Toni Gruber         | Yamaha    |               |

## Classe 125

### Arrivati al traguardo
| Pos | Pilota             | Moto          | Tempo    | Punti |
| --- | ------------------ | ------------- | -------- | ----- |
| 1   | Dieter Braun       | Suzuki        | 54' 00"  | 15    |
| 2   | Börje Jansson      | Maico         | +29" 3   | 12    |
| 3   | Günter Bartusch    | MZ            | +29" 4   | 10    |
| 4   | Heinz Kriwanek     | Rotax         | 3' 00" 5 | 8     |
| 5   | Toni Gruber        | Maico         | +1 giro  | 6     |
| 6   | Eugenio Lazzarini  | Morbidelli    | +1 giro  | 5     |
| 7   | László Szabó       | MZ            | +1 giro  | 4     |
| 8   | Pierre Viura       | Maico         | +1 giro  | 3     |
| 9   | Jean Auréal        | Yamaha        | +1 giro  | 2     |
| 10  | Teuvo Länsivuori   | Yamaha        | +1 giro  | 1     |
| 11  | Pierre Audry       | Aermacchi     | +1 giro  |       |
| 12  | Klaus Huber        | Maico         | +1 giro  |       |
| 13  | Herbert Mann       | MZ            | +1 giro  |       |
| 14  | Matti Salonen      | Yamaha        | +2 giri  |       |
| 15  | Hans Greub         | Maico         | +2 giri  |       |
| 16  | Ryszard Mankiewicz | MZ            | +2 giri  |       |
| 17  | Pierre Blosser     | Aermacchi     | +2 giri  |       |
| 18  | Walter Villa       | Villa         | +3 giri  |       |
| 19  | Jan de Vries       | MZ            | +3 giri  |       |
| 20  | Daniel Crivello    | Nougier-Maico | +6 giri  |       |

### Ritirati
| Pilota             | Moto          | Motivo ritiro |
| ------------------ | ------------- | ------------- |
| Ángel Nieto        | Derbi         |               |
| Angelo Bergamonti  | Aermacchi     |               |
| Dave Simmonds      | Kawasaki      |               |
| Cees van Dongen    | Yamaha        |               |
| John Dodds         | Aermacchi     |               |
| Otello Buscherini  | Villa         |               |
| Manfred Bernsee    | Maico         |               |
| Jarno Saarinen     | Puch          |               |
| Ginger Molloy      | Bultaco       |               |
| Günter Fischer     | Maico         |               |
| José Medrano       | Bultaco       |               |
| Jacques Roca       | Derbi         |               |
| Thierry Tchernine  | Maico         |               |
| Etienne Delamarre  | Nougier-Maico |               |
| Georges Fougeray   | Villa         |               |
| Jan Huberts        | MZ            |               |
| Claude Ben El Hadj | Maico         |               |
| Michel Rougerie    | Maico         |               |

## Classe 50

### Arrivati al traguardo
| Pos | Pilota             | Moto       | Tempo     | Punti |
| --- | ------------------ | ---------- | --------- | ----- |
| 1   | Ángel Nieto        | Derbi      | 35' 00" 6 | 15    |
| 2   | Aalt Toersen       | Jamathi    | +23" 4    | 12    |
| 3   | Rudolf Kunz        | Kreidler   | +1' 26" 1 | 10    |
| 4   | Jos Schurgers      | Kreidler   | +1' 31" 7 | 8     |
| 5   | Martin Mijwaart    | Jamathi    | +2' 13" 9 | 6     |
| 6   | Salvador Cañellas  | Derbi      | +2' 18" 6 | 5     |
| 7   | Juan Bordons       | Derbi      | +2' 26" 4 | 4     |
| 8   | Eugenio Lazzarini  | Morbidelli | +1 giro   | 3     |
| 9   | Ludwig Faßbender   | Kreidler   | +1 giro   | 2     |
| 10  | Harald Bartol      | Kreidler   | +1 giro   | 1     |
| 11  | Jacques Roca       | Derbi      | +1 giro   |       |
| 12  | André Millard      | Kreidler   | +1 giro   |       |
| 13  | Adrijan Bernetič   | Tomos      | +1 giro   |       |
| 14  | Etienne Delamarre  | Kreidler   | +1 giro   |       |
| 15  | Charly Dubois      | Guazzoni   | +1 giro   |       |
| 16  | Yves Le Toumelin   | Kreidler   | +2 giri   |       |
| 17  | Jacques Deneux     | Kedesuho   | +2 giri   |       |
| 18  | Jean-Claude Cachou | Derbi      | +2 giri   |       |
| 19  | Bernard Hausel     | Kreidler   | +2 giri   |       |
| 20  | Gerhard Thurow     | Kreidler   | +3 giri   |       |
| 21  | Pierre Zurcher     | Honda      | +3 giri   |       |
| 22  | Jan de Vries       | Kreidler   | +3 giri   |       |
| 23  | Cees van Dongen    | Kreidler   | +3 giri   |       |

### Ritirati
| Pilota              | Moto     | Motivo ritiro |
| ------------------- | -------- | ------------- |
| Gilberto Parlotti   | Tomos    |               |
| Manfred Bernsee     | Maico    |               |
| Mokhfi Layachi      | Guazzoni |               |
| Jean-Louis Pasquier | Derbi    |               |
| C. Moreau           | Guazzoni |               |
| Pierre Audry        | Derbi    |               |
| Otello Buscherini   | Itom     |               |
| Ben Layachi         | Guazzoni |               |

## Classe sidecar

### Arrivati al traguardo
| Pos | Pilota               | Passeggero        | Moto | Tempo     | Punti |
| --- | -------------------- | ----------------- | ---- | --------- | ----- |
| 1   | Klaus Enders         | Wolfgang Kalauch  | BMW  | 52' 59" 9 | 15    |
| 2   | Georg Auerbacher     | Hermann Hahn      | BMW  | +40" 3    | 12    |
| 3   | Siegfried Schauzu    | Horst Schneider   | BMW  | +1' 04" 4 | 10    |
| 4   | Arsenius Butscher    | Josef Huber       | BMW  | +1 giro   | 8     |
| 5   | Helmut Lünemann      | Michael Stockel   | BMW  | +1 giro   | 6     |
| 6   | Jean-Claude Castella | Albert Castella   | BMW  | +2 giri   | 5     |
| 7   | Joseph Duhem         | Pierre Longet     | BMW  | +2 giri   | 4     |
| 8   | Egon Schons          | Karl Lauterbach   | BMW  | +2 giri   | 3     |
| 9   | Gerhard Müller       | Willy Buchecker   | BMW  | +3 giri   | 2     |
| 10  | Gustav Pape          | Franz Kallenberg  | BMW  | +3 giri   | 1     |
| 11  | André Cailletet      | André Mauguier    | BMW  | +3 giri   |       |
| 12  | Kenneth Calenius     | Juhani Vesterinen | BMW  | +3 giri   |       |
| 13  | Claude Lambert       | Francis Bourdon   | BMW  | +6 giri   |       |

### Ritirati
| Pilota                | Passeggero          | Moto         | Motivo ritiro |
| --------------------- | ------------------- | ------------ | ------------- |
| Heinz Luthringshauser | Hans-Jürgen Cusnik  | BMW          |               |
| Horst Owesle          | Julius Kremer       | Münch-URS    | motore        |
| Rudi Kurth            | Dane Rowe           | CAT-Crescent |               |
| Hermann Binding       | Helmut Fleck        | BMW          |               |
| Tony Wakefield        | John Flaxman        | BMW          |               |
| Georges Dumont        | Jean-Claude Bétemps | Honda        |               |